# Santiago Aldama
Santiago Aldama Alesón, né le 7 décembre 1968 à Quel, en Espagne, est un joueur espagnol de basket-ball. Il évolue au poste de pivot.